# 계촌법
계촌법(計寸法)은 방계친족의 촌수를 따지는 방법이다. 계촌법에 따라 촌수를 따져 붙이는 종(從), 재종(再從), 삼종(三從), 사종(四從) 등과 같은 호칭을 치촌(置寸)이라 한다.

## 촌수의 계산과 용어

### 기본
계촌, 곧 촌수를 따질 때 가장 기초가 되는 것은 ‘나’(자기)이다.
촌수는 연결되어 있는 직계혈족 간 세수(世數)를 기준으로 센다. 부모와 자녀 간은 1세대이다(민법 제770조 제1항).
직계는 혈연이 친자 관계로 이어진 경우를 뜻하며, 방계는 시조(始祖)가 같은 혈족 가운데 직계에서 갈라져 나온 친계(親系)를 가리킨다. 촌수 계산에서 직계는 나를 기준으로 위아래로만 계산하면 직계이며, 조금이라도 옆으로 뻗어가면 방계이다.
이에 따라 촌수를 계산하면, 형제는 나-어버이-형제로 혈연이 이어지므로 2촌이 된다. 다시 말해 나와 어버이가 1세대, 어버이와 내 형제가 다시 1세대이며, 이를 더하면 2촌이다. 나와 할아버지/할머니는 나-아버지-할아버지로 이어지므로 2세대가 된다. 이때 형제는 방계 2촌이며, 할아버지/할머니와 손자는 직계 2세대가 되며(민법 제770조 제2항), 직계는 촌수를 따지면 오히려 실례가 되기에 계대로 나타내어 “몇 세대”로 칭한다.
계촌에서는 혈족을 크게 부계와 모계로 나누면, 부계는 직계(부계 직계)와 내계(내종간)로, 모계는 외계(외종간)로 나눌 수 있다. 이때 부계 직계는 계촌도에 나타난 맨 위 조상으로부터 친자관계를 가지게 되며, 내계는 모계를 외계(외종간)로 부름에 따라 그에 상대하여 내종간을 일컫는 명칭이다. 대체로 4촌과 5촌은 종(從)을 붙이며, 6촌과 7촌은 재종(再從), 8촌과 9촌은 삼종(三從), 10촌과 11촌은 사종(四從) 등으로 부른다.
직계에는 별도의 단어가 앞에 붙지 않으나, 내계에는 주로 내(內) 또는 고(姑)를 붙이고, 외계에는 주로 외(外) 또는 이(姨)를 붙인다. 나와 같은 배분인 사람은 형제, 내 아들과 같은 배분이면 조카 또는 질(姪), 내 손자와 같은 배분이면 손(孫), 내 아버지와 같은 배분이면서 손위이면 백(伯), 손아래면 숙(叔), 내 할아버지와 같은 배분이면 조(祖), 내 할아버지의 아버지와 같은 배분이면 증조, 내 할아버지의 할아버지와 같은 배분이면 고조, 고조의 아버지와 같은 배분이면 현조라 한다.
일부 단체에서는 요즘 여성의 사회적 지위가 높아지면서, 기존의 부계중심 사회에서 벗어나 백모를 백부처, 고모를 백모, 고모부를 백모부 등으로 바꾸어야 한다는 의견이 제시되고 있다.

### 직계혈족의 촌수
대한민국에서는 과거 직계혈족인 부자관계를 1촌, 조손관계를 2촌이라고 표기한 초등학교 교과서로 인하여 논란이 빚어진 적이 있다. 이에 대하여 유림 측에서는 직계혈족은 촌수를 세지 않는다는 주장, 굳이 촌수를 세어야 한다면 세수(世數)를 따지지 않고 1촌으로 보아야 한다는 주장 등이 제기되었다. 살피건대 직계혈족의 원근은 전통적으로 촌수가 아닌 세수(世數) 또는 대수(代數)로 호칭하여 왔고, 촌수 자체가 직계 세수를 응용하여 방계친족의 원근을 따지는 방법이므로 직계혈족은 논란이 있는 방식인 “몇 촌”이 아니라 “몇 세(대)”라고 칭하는 것이 적정하다. 참고로 이와 같은 논란 이후 부자관계를 1촌, 조손관계를 2촌이라고 표시했던 초등학교 교과서의 계촌도는 이런 표시를 삭제하는 방향으로 모두 수정되었다. 아울러 초등학교 교사용 지도서는 이 부분에 대하여 ‘가까운 사이에서 촌수를 따지는 것은 오히려 실례가 될 수 있다’라고 언급되어 있다.

### 인척의 촌수
인척(姻戚)은 혈연관계 없이 혈족과의 혼인으로 창설된 친족관계를 말한다. 대한민국 민법상 인척관계의 계촌이 필요한 경우가 있는데, 이 경우 인척의 촌수는 그와 혼인관계로 맺어진 방계혈족의 촌수에 따른다(민법 제771조). 이에 따르면 나와 직접 혼인관계를 맺고 있는 배우자는 무촌이 된다. 형수·제수, 형부·제부, 처남, 매부, 올케, 시동생·시아주버니는 2촌 간인 인척이 되며, 백·숙모, 고모부, 이모부, 질부는 3촌 간인 인척이 된다.

## 계촌도
촌수를 세는 방법을 나타내는 그림을 계촌도라 하며, 치촌을 함께 나타내기도 한다.

### 부계 직계
부계 직계는 주로 아버지 및 그 선대로부터 남자 형제 및 그 후손을 나타낸다.
| 현조 (玄祖) 5대 |   |                 |   |                     |   |                         |   |                             |   |                            |
| ┣               | ━ | ━━              | ━ | ━━━━                | ━ | ━━━━                    | ━ | ━━━━                        | ━ | ━━┓                        |
| 고조 (高祖) 4대 |   |                 |   |                     |   |                         |   |                             |   | 종고조 (從高祖) 6촌        |
| ┣               | ━ | ━━              | ━ | ━━━━                | ━ | ━━━━                    | ━ | ━━┓                         |   | ┃                          |
| 증조 (曾祖) 3대 |   |                 |   |                     |   |                         |   | 종증조 (從曾祖) 5촌         |   | 재종증조 (再從曾祖) 7촌    |
| ┣               | ━ | ━━              | ━ | ━━━━                | ━ | ━━┓                     |   | ┃                           |   | ┃                          |
| 조부 (祖父) 2대 |   |                 |   |                     |   | 종조 (從祖) 4촌         |   | 재종조 (再從祖) 6촌         |   | 3종조 (三從祖) 8촌         |
| ┣               | ━ | ━━              | ━ | ━━┓                 |   | ┃                       |   | ┃                           |   | ┃                          |
| 부 (父) 1대     |   |                 |   | 백숙부 (伯叔父) 3촌 |   | 종백숙부 (從伯叔父) 5촌 |   | 재종백숙부 (再從伯叔父) 7촌 |   | 3종백숙부 (三從伯叔父) 9촌 |
| ┣               | ━ | ━┓              |   | ┃                   |   | ┃                       |   | ┃                           |   | ┃                          |
| 나 (己)         |   | 형제 (兄弟) 2촌 |   | 종형제 (從兄弟) 4촌 |   | 재종형제 (再從兄弟) 6촌 |   | 삼종형제 (三從兄弟) 8촌     |   | 사종형제 (四從兄弟) 10촌   |
| ┃               |   | ┃               |   | ┃                   |   | ┃                       |   | ┃                           |   | ┃                          |
| 아들딸 (子) 1대 |   | 조카 (姪) 3촌   |   | 종질 (從姪) 5촌     |   | 재종질 (再從姪) 7촌     |   | 3종질 (三從姪) 9촌          |   | 4종질 (四從姪) 11촌        |
| ┃               |   | ┃               |   | ┃                   |   | ┃                       |   | ┃                           |   | ┃                          |
| 손자 (孫) 2대   |   | 종손 (從孫) 4촌 |   | 재종손 (再從孫) 6촌 |   | 3종손 (三從孫) 8촌      |   | 4종손 (四從孫) 10촌         |   | 5종손 (五從孫) 12촌        |

나로부터 아랫대를 나타내면 다음과 같다.
- 나 ━ 1대:아들딸[10] ━ 2대:손(孫) ━ 3대:증손(曾孫) ━ 4대:고손(高孫)[11]━ 5대:현손(玄孫) ━ 6대:내손(來孫) ━ 7대:곤손(昆孫) ━ 8대:잉손(仍孫)[12]

### 내계
내계는 주로 아버지 및 그 선대로부터 여자 형제 및 그 후손을 나타낸다.
| 고조 (高祖) 4대   |   |                 |   |                         |   |                             |   |                             |
| ┣                 | ━ | ━━              | ━ | ━━━━                    | ━ | ━━━━                        | ━ | ━━┓                         |
| 증조 (曾祖) 3대   |   |                 |   |                         |   |                             |   | 증대고모 (曾大姑母) 5촌     |
| ┣                 | ━ | ━━              | ━ | ━━━━                    | ━ | ━━┓                         |   | ┃                           |
| 할아버지 (祖) 2대 |   |                 |   |                         |   | 대고모 (大姑母) 4촌         |   | 내재종조 (內再從祖) 6촌     |
| ┣                 | ━ | ━━              | ━ | ━━┓                     |   | ┃                           |   | ┃                           |
| 아버지 (父) 1대   |   |                 |   | 고모 (姑母) 3촌         |   | 내종숙 (內從叔) 5촌         |   | 내재종숙 (內再從叔) 7촌     |
| ┣                 | ━ | ━┓              |   | ┃                       |   | ┃                           |   | ┃                           |
| 나 (己)           |   | 자매 (姊妹) 2촌 |   | 내종형제 (內從兄弟) 4촌 |   | 내재종형제 (內再從兄弟) 6촌 |   | 내삼종형제 (內三從兄弟) 8촌 |
| ┃                 |   | ┃               |   | ┃                       |   | ┃                           |   | ┃                           |
| 아들딸 (子) 1대   |   | 생질 (甥姪) 3촌 |   | 내종질 (內從姪) 5촌     |   | 내재종질 (內再從姪) 7촌     |   | 내3종질 (內三從姪) 9촌      |
| ┃                 |   | ┃               |   | ┃                       |   | ┃                           |   | ┃                           |
| (비었음)          |   | 이손 (離孫) 4촌 |   | 내재종손 (內再從孫) 6촌 |   | 내3종손 (內三從孫) 8촌      |   | 내4종손 (內四從孫) 10촌     |

### 외계
외계는 주로 어머니 및 그 선대로부터 형제 및 그 후손을 나타낸다.
| 외고조 (外高祖) 4대   |   |                         |   |                         |   |                             |   |                             |
| ┣                     | ━ | ━━                      | ━ | ━━━━                    | ━ | ━━━━                        | ━ | ━━┓                         |
| 외증조 (外曾祖) 3대   |   |                         |   |                         |   |                             |   | 외종증조 (外從曾祖) 5촌     |
| ┣                     | ━ | ━━                      | ━ | ━━━━                    | ━ | ━━┓                         |   | ┃                           |
| 외할아버지 (外祖) 2대 |   |                         |   |                         |   | 외종조 (外從祖) 4촌         |   | 외재종조 (外再從祖) 6촌     |
| ┣                     | ━ | ━━┳━                    | ━ | ━━┓                     |   | ┃                           |   | ┃                           |
| 어머니 (母) 1대       |   | 이모 (姨母) 3촌         |   | 외숙 (外叔) 3촌         |   | 외종숙 (外從叔) 5촌         |   | 외재종숙 (外再從叔) 7촌     |
| ┃                     |   | ┃                       |   | ┃                       |   | ┃                           |   | ┃                           |
| 나 (己)               |   | 이종형제 (姨從兄弟) 4촌 |   | 외종형제 (外從兄弟) 4촌 |   | 외재종형제 (外再從兄弟) 6촌 |   | 외삼종형제 (外三從兄弟) 8촌 |
| ┃                     |   | ┃                       |   | ┃                       |   | ┃                           |   | ┃                           |
| 아들딸 (子) 1대       |   | 이종질 (姨從姪) 5촌     |   | 외종질 (外從姪) 5촌     |   | 외재종질 (外再從姪) 7촌     |   | 외3종질 (外三從姪) 9촌      |

## 같이 보기
- 보첩
- 친족
- 대한민국의 근친간 호칭법